# Камкино (Московская область)
Камкино — деревня в Московской области, расположенная в границах городского округа Домодедово. 
До 2005 г. деревня относилась к Ямскому сельскому округу. Расположена на берегу реки Пахры.
На территории деревни находится один из входов в систему искусственных пещер-каменоломен, известных под названием Кисели.

## Известные уроженцы
- Зорин, Александр Васильевич (1907—1994) — советский военный деятель, генерал-лейтенант береговой службы.